# Tenchō
Tenchō (天長?)

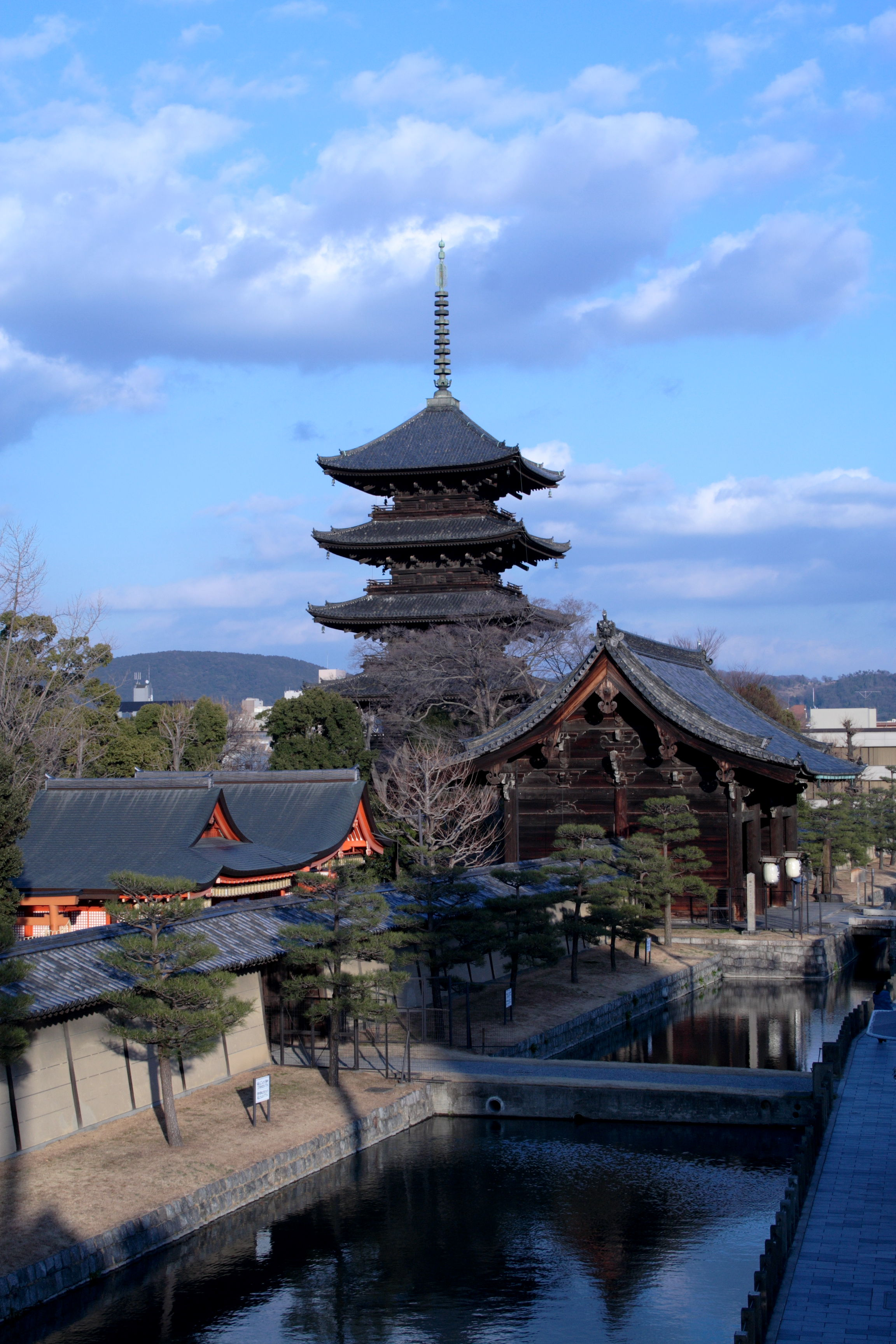
Templo Tō-ji

fue una era japonesa (年号, 'nengō'?) posterior a la Kōnin y anterior a la Jōwa, que abarca desde el año 824 hasta 834, siendo sus emperadores gobernantes Junna-tennō (淳和天皇?) y Ninmyō-tennō (仁明天皇?).

## Cambio de era
- 6 de febrero de 824 Tenchō gannen (天長元年?): Se creó la nueva era para marcar una serie de eventos. La era anterior finalizó y la nueva comenzó en Kōnin 15, el 5° día del primer mes de 824.[2]

## Eventos de la eraTenchō
- 824 (Tenchō 1): El verano fue sumamente seco, por lo que se levantaron plegarias por parte del monje budista Kūkai, también conocido por su nombre póstumo Kōbō-Daishi. Poco tiempo después comenzó a llover.[3]
- 824 (Tenchō 1, 7° mes): El Emperador Heisei murió a la edad de 51 años.[3]
- 825 (Tenchō 2, 11° mes): El Emperor Saga celebró su 40° cumpleaños.[4]
- 826 (Tenchō 3, 11° mes): Kōbō-Daishi le aconseja al emperador construir una pagoda cerca del To-ji en Kioto.[5]